# Ettore Meini
Ettore Meini (Cascina, 5 gennaio 1903 – Pisa, 29 agosto 1961) è stato un ciclista su strada italiano.
Professionista e indipendente tra il 1928 e il 1935, si distinse come velocista, vincendo cinque tappe al Giro d'Italia e una al Tour de France.

## Carriera
Vinse la Coppa Cavaciocchi nel 1928 e nel 1930 e la Coppa Zucchi nel 1929. Nel 1931 vinse il Giro dell'Umbria, la tappa di Roma al Giro d'Italia e il Giro di Romagna. L'anno successivo passò a vestire la maglia della Ganna di Luigi Ganna, e vinse la Milano-La Spezia e due tappe al Giro d'Italia, a Firenze e Torino.
Nel 1933 vinse una tappa al Circuit du Midi e due tappe al Giro d'Italia, a Udine e Bassano. Nel 1934 vinse la tappa di Bordeaux al Tour de France.

## Palmarès
- 1925 (dilettanti)

Coppa Pietro Linari
- 1926 (dilettanti)

Giro del Casentino
- 1928 (dilettanti)

Coppa Cavaciocchi
- 1929 (C.S. Firenze)

Coppa Zucchi
- 1930 (C.S. Firenze)

Coppa Cavaciocchi
- 1931 (C.S. Firenze)

6ª tappa Giro d'Italia (Napoli > Roma)
Giro di Romagna
Coppa Corsi
Giro dell'Umbria
- 1932 (Ganna, cinque vittorie)

Milano-La Spezia
10ª tappa Giro d'Italia (Roma > Firenze)
12ª tappa Giro d'Italia (Genova > Torino)
1ª tappa Barcellona-Madrid (Barcellona > Lleida)
3ª tappa Barcellona-Madrid (Saragozza > Guadalajara)
- 1933 (Ganna, tre vittorie)

14ª tappa Giro d'Italia (Ferrara > Udine)
15ª tappa Giro d'Italia (Udine > Bassano del Grappa)
3ª tappa Circuit du Midi (Montauban > Tolosa, con la Nazionale italiana)
- 1934 (Ganna, una vittoria)

19ª tappa Tour de France (Pau > Bordeaux, come individuale)

## Piazzamenti

### Grandi Giri
- Giro d'Italia

1931: 31º
1932: 40º
1933: 51º
1934: 27º
1935: ritirato
- Tour de France

1934: 29º

### Classiche monumento
- Milano-Sanremo

1933: 42º